# Abbotts spreeuw
Abbotts spreeuw ( Arizelopsar femoralis synoniemen: Poeoptera femoralis en Cinnyricinclus femoralis) is een vogelsoort uit de familie Sturnidae. De vogel werd in 1897 geldig beschreven door  Charles Wallace Richmond als Pholidauges femoralis. De soort is vernoemd naar de Amerikaanse ornitholoog William Louis Abbott.

## Kenmerken
De vogel is 17 cm lang en is klein voor een soort spreeuw. De vogel is glanzend blauwzwart van boven en op de kop en borst. De buik is wit.

## Verspreiding en leefgebied
De vogel komt voor in montaan regenwoud tussen 1800 en 2800 meter boven zeeniveau in Kenia en Tanzania, bijvoorbeeld rondom Mount Kenya. De vogel nestelt in holle bomen.

## Status
Het leefgebied van deze soort wordt aangetast door ontbossing waarbij regenwoud wordt omgezet in landbouwgebied. De grootte van de populatie werd in 2020 door BirdLife International geschat op 1000 tot 2.500  individuen en de populatie-aantallen nemen af. Om deze redenen staat deze soort als bedreigd op de Rode Lijst van de IUCN.